# آندرس اولویک
آندرس اولویک (استونیایی: Andres Olvik؛ زادهٔ ۱۶ آوریل ۱۹۸۶) شناگر اهل استونی است.
وی در مسابقات کشوری و بین‌المللی در مجموع برندهٔ ۲ مدال طلا شده‌است.